# Nacionalismo aragonés

La estrelada aragonesa, principal bandera del aragonesismo político de izquierdas.

El nacionalismo aragonés es una corriente de pensamiento político articulada sobre el principio de que Aragón es una nación, con historia, lengua, leyes y cultura propios. Uno de sus símbolos es la estrelada aragonesa. Los partidos políticos nacionalistas son la Chunta Aragonesista (socialdemócratas y nacionalistas moderados) y Puyalón (este último abiertamente independentista), aunque también ha habido otros como Iniciativa Aragonesa o Estado Aragonés.

## Historia

Bandera de Estado Aragonés, diseñada por Gaspar Torrente en 1932. Es la primera bandera conocida asociada al nacionalismo aragonés.

El nacionalismo aragonés surge a partir de las primeras formulaciones de un grupo de inmigrantes aragoneses en Barcelona, los cuales se organizaron en torno a la Unión Aragonesista, la agrupación de la Juventud Aragonesista de Cataluña y la revista El Ebro. Esta última ha sido la principal referencia histórica donde ha sido expuesto el discurso aragonesista primitivo, liderado doctrinalmente por Gaspar Torrente y por Julio Calvo Alfaro.
Dicha publicación muestra como el aragonesismo, en sus orígenes, giró alrededor del regeneracionismo de principios del siglo XX por pura inercia intelectual, dándose las características de aquel movimiento como el especial hincapié en la regionalización cultural, atribuirle a la región la condición de parte privilegiada y esencial de España, así como duras críticas contra el caciquismo.
En las décadas posteriores tanto Gaspar Torrente como Julio Calvo Alfaro aplaudieron el golpe de Estado de Miguel Primo de Rivera, esperando que su gobierno provocara un resurgimiento de Aragón mediante un descuaje del caciquismo. Durante la Segunda República española, el aragonesismo mantiene el para entonces viejo discurso regeneracionista anticaciquil. A partir de entonces comienza a emplearse la expresión nacionalidad en sustitución de región, pero sin cuestionar la nación española, limitándose a proponer su regeneración mediante el federalismo y la constitución política de las regiones, con claras influencias del federalismo de Francisco Pi y Margall.
El nacionalismo aragonés fundamenta sus bases ideológicas sobre la historia medieval del Reino y la Corona de Aragón y su singularidad como reino medieval.

### Para Antonio Peiró
Para Antonio Peiró Arroyo, en su libro Orígenes del nacionalismo aragonés (1908-1923), la actividad de los regionalistas zaragozanos era muy reducida en comparación con la de los nacionalistas aragoneses en Barcelona, que mantuvieron vivo durante 21 años un grupo que jugaba un doble papel político y cultural y publicaron una revista propia, El Ebro. Estos estuvieron agrupados bajo la bandera de Aragón, cuando no había en Aragón ni bandera ni aragonesistas. Los aragonesistas eran escasos, pero influyentes. De los apenas 75 miembros conocidos de Acción Regionalista Aragonesa, existen biografías publicadas para 29 de ellos (el 38,7% del total), entre los que figuran nombres muy conocidos. En consecuencia, las propuestas regionalistas podían alcanzar una gran difusión, aunque los grupos organizados fuesen muy reducidos.
El surgimiento del aragonesismo estuvo en relación con la economía, la cultura y la política.

#### Economía y aragonesismo
El nacimiento del aragonesismo coincidió con el inicio de la recuperación económica tras la Primera Guerra Mundial, con el desarrollo industrial de Zaragoza y a pesar de la predominante emigración del resto de Aragón.

#### Cultura y aragonesismo
La recuperación cultural se produjo de forma muy tardía, existiendo entonces la institución de Juegos Florales de Zaragoza entre 1894 y 1905 sin un significativo específicamente regionalista. Las obras dedicadas a las edades antigua y moderna fueron escasas, salvo sobre la Guerra de la Independencia. Se celebraron dos centenarios que tuvieron gran interés público: el I Centenario de los Sitios de Zaragoza (1908) y el VIII Centenario de la Reconquista de Zaragoza (1918). La preocupación por la Historia se manifestó en unos reducidos ambientes intelectuales, pero con presencia destacada. Así pues, la recuperación de la historia como elemento definidor fue una de las causas del inicio del aragonesismo.

#### Política y aragonesismo
Los antecedentes del aragonesismo en la política se encuentran en la Primera República Española y el intento de creación del Consejo Regional de Aragón. El 18 de mayo de 1869 se firmó el Pacto de Tortosa por las comunidades que antiguamente formaban la Corona de Aragón, pero no tuvo efecto realmente. Cabe destacar la proclamación de los cantones de Zaragoza y Barbastro en esta época. El 22 y 23 de marzo de 1883 se aprobó en Zaragoza la Constitución Federal del Estado Aragonés, la cual otorgaba una amplia autonomía pero que tampoco llegó a tener trascendencia. Es posteriormente, en 1896, cuando se datan las primeras alusiones al regionalismo en Aragón, con influencia en diversos aspectos. Este regionalismo destaca por su temprano inicio más que por sus resultados prácticos o la calidad de su programa.
El análisis de las capas regionalistas demuestran que lo que tenían en común no eran sus posiciones ideológicas dentro del espectro español, sino su destacada posición social. Por todo ello, no es de extrañar que en el seno de las organizaciones regionalistas conviviesen tradicionalistas, como Domingo Miral, o con republicanos como Manuel Marraco, posteriormente Ministro de Hacienda en la Segunda República Española.

### Para Carlos Forcadell
Para Carlos Forcadell, en su ensayo sobre el nacionalismo aragonés entre 1917 y 1936, la doctrina política aragonesista se mostraba confusa e inconcreta, mezclando continuamente la concepción esencialista, natural y ahistórica de Aragón con el horizonte de regeneración de España como unidad política accidental de naturaleza jurídica, incluso reivindicando en algunas ocasiones el longevo iberismo, tomando como patrones a imitar países como Alemania o Estados Unidos.
Según Forcadell, el discurso histórico del nacionalismo aragonés entre 1917 y 1936 (y especialmente el de Calvo Alfaro) se fundamenta en la combinación básica de dos idealizaciones, por un lado el del pasado medieval del Reino de Aragón, al cual se considera adalid de las libertades fundamentadas en los fueros y una sociedad avanzada a su época por su carácter democrático, y por otro, los resabios imperialistas basados en el orgullo por los territorios conquistados en el Mediterráneo (Cerdeña, Reino de las dos Sicilias, Neopatria, etc.) por la Corona de Aragón. Todo ello en un contexto de comparación y competición con los reinos vecinos medievales y regiones contemporáneas, especialmente con Cataluña, y en menor medida Castilla. A partir de dicha combinación el nacionalismo aragonés bucea en la historia en búsqueda de los motivos históricos de la decadencia de la personalidad de Aragón, recorriendo la historia desde la Edad Contemporánea hasta la Alta Edad Media.
Para el mismo autor, el nacionalismo aragonés entre 1917 y 1936 en un primer lugar se muestra crítico con el liberalismo español del siglo XIX, al cual consideran responsable del fracaso de la Restauración y del caciquismo, especialmente por su falta de federalismo. Debido a que previamente a la guerra de la independencia España ya era un reino unitario, el liberalismo no sirve como explicación de la pérdida de las libertades que consideraba que le caracterizaba como pueblo, y siguiendo la línea de otros nacionalismos hispánicos, recurre a la abolición de los fueros por parte de Felipe V, considerándole el finiquitador de las libertades constitucionales y democráticas del antiguo Reino de Aragón.
No obstante la peculiaridad del ordenamiento jurídico de la Corona de Aragón, en la guerra de la sucesión no se refleja una resistencia ni oposición igual en todos sus reinos a las tropas felipistas, especialmente en comparación con Cataluña, lo cual se justifica retrotrayéndose dos siglos atrás a la ejecución de Juan de Lanuza, Justicia de Aragón, por orden de Felipe II, lo cual se interpreta desde la óptica del nacionalismo aragonés como una vejación previa a la personalidad de Aragón la cual la deja indefensa, castrada para hacer frente a lo que sucedería doscientos años después. Por lo cual se amplia el abanico de causas de la decadencia aragonesa yendo, desde los Borbones (al igual que el nacionalismo catalán) hasta los Austrias (coincidiendo en este caso con el nacionalismo español).
Sigue Forcadell analizando que, en este discurso, las causas de la pérdida de personalidad de Aragón, aún no queda históricamente circunscrita del todo para el nacionalismo aragonés, por lo cual sigue retrotayéndose en la historia, encontrando la pérdida de la grandeza del imperio mediterráneo en la unión de las coronas de Aragón y Castilla, a principios del siglo XV, lo cual considera que relegó a Aragón a un papel secundario y de estancamiento. Siendo por tanto el fundamento de la decadencia no la imposición de una dinastía extranjera como fue la de los Austrias, sino la pérdida de peso de una Corona de Aragón federal y democrática en favor de Corona de Castilla centralista y absolutista, hechos auspiciados básicamente por los Reyes Católicos. Aun así, se busca el porqué de la unión entre ambas coronas y se sigue remontando en el pasado, llegando hasta el Compromiso de Caspe, acuerdo que dio como resultado que un miembro la dinastía castellana de los Trastámara fuera entronizado como rey de Aragón. Por lo cual el pacto de unión entre ambas coronas que sucedería casi un siglo después el nacionalismo aragonés no lo considera legítimo puesto que la Corona de Aragón ya no era gobernada por una dinastía propia verdadera representante del pueblo, sino por una forastera que serviría a intereses ajenos.
Aún se llega más lejos en algunas ocasiones en relación con la división entre el Reino de Aragón y el Condado de Barcelona en el seno de la Corona de Aragón que fijó el rey Jaime I en el siglo XIII, el cual a juicio de los aragonesistas benefició más a los catalanes, privándoles de la salida al mar, siendo por tanto un nuevo agravio histórico que condicionaría el desarrollo de la personalidad de Aragón.
Para Forcadell, todo el proceso de buceo en la historia en búsqueda del Aragón irredento e idealizado, y su edad de oro, y las causas que la hicieron sucumbir al final queda reducida, para los nacionalistas aragoneses de 1917-1936, a los siglos XI y XII, época en la cual el actual solar que ocupa Aragón aún no había sido reconquistado por completo por los reyes cristianos. Llegándose por tanto a una situación constante de reproches a la historia, lamentos por haber emprendido el camino equivocado y haber dejado pasar oportunidades históricas, es decir, una insatisfacción por la historia realmente transcurrida, por lo que se reivindica restaurar un reino remitiéndose a una mítica edad de oro donde los fueros fueron antes que el Rey.

## Simbología

Estrelada más estilizada y moderna, utilizada sobre todo en carteles, camisetas, pegatinas, etc.

Los principales símbolos empleados por el nacionalismo aragonés en la actualidad son la bandera aragonesa (con o sin el escudo oficial); la estrelada aragonesa, que conserva los colores y formato de la bandera pero sustituye el escudo por una estrella roja; y en menor medida, la estrelada diseñada por Gaspar Torrente.
Una canción relacionada con este pensamiento, es el Canto a la Libertad de José Antonio Labordeta.

## En la actualidad

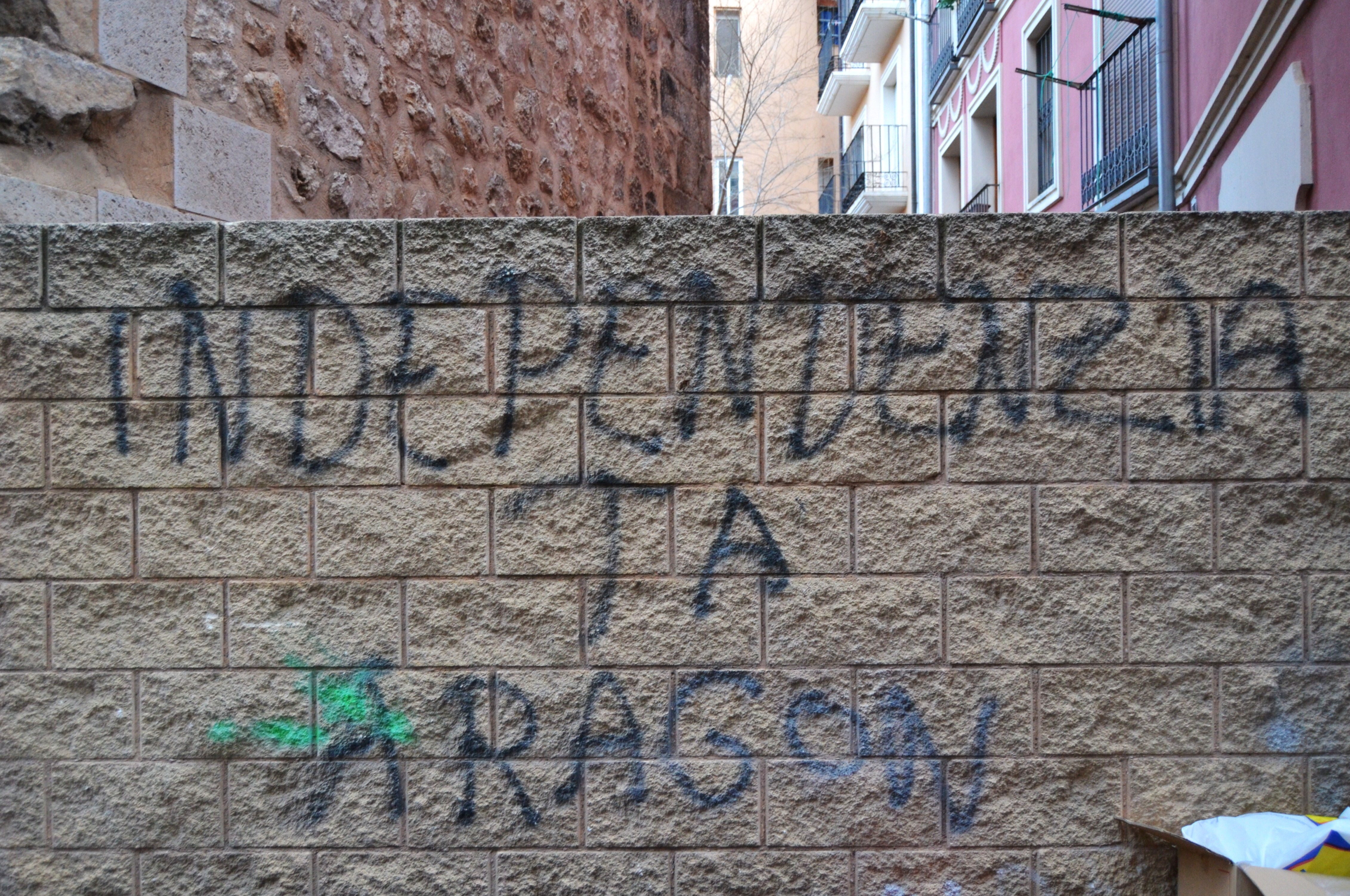
Pintada independentista en Teruel, que dice en aragonés: «¡Independencia para Aragón!»

En la actualidad, el principal partido nacionalista es Chunta Aragonesista, partido de tradición aragonesista, y que abarca un espacio político de izquierda. La dirección del partido decidió expulsar a su organización juvenil Chobenalla Aragonesista en noviembre de 2004, cuya decisión no se vio confirmada en la Asambleya Nazional del partido, reunida en Huesca en 2008, que readmitió a las juventudes. Posteriormente, Chobenalla Aragonesista decidió abandonar CHA por la institucionalización y el giro a la derecha de esta, marchándose junto a las corrientes críticas Puyalón y Tercera Vía. La dirección del partido decidió entonces crear una nueva organización juvenil en CHA, llamada Chobentú Aragonesista.
Chobenalla Aragonesista se fusionó en 2010 con la organización juvenil Astral y fundaron Purna (A Chovenalla Revolucionaria y Independentista). Actualmente está integrada en el Bloque Independentista de Cuchas (BIC). Tercera Vía se fue de CHA y sus militantes abandonaron la política de partidos, pero Puyalón se escindió como un partido independiente, independentista y socialista, integrado también en el BIC.
Dentro del espacio político del centro derecha, el principal partido aragonesista es el Partido Aragonés (PAR). En sucesivos congresos, el Partido se ha definido como nacionalista moderado, constitucionalista y de centro.
Existen también otros partidos como Iniciativa Aragonesa, [cita requerida] que se define como nacionalista de centro, y el Partido Ciudadanos Unidos de Aragón (PCUA), que se define como liberal y heredero del foralismo liberal en España. Algunas otras fuerzas abiertamente secesionistas y foralistas, con resultados electorales testimoniales, o que incluso no se han presentado últimamente a las elecciones, son Tierra Aragonesa [cita requerida] (independentista y foralista-medievalista) y Estau Aragonés. [cita requerida]
En 2007, con la intención de unir a las organizaciones independentistas aragonesas de izquierdas en un mismo bloque, que permitiera afrontar unitariamente la defensa de posiciones independentistas, se crea el Bloque Independentista de Cuchas (BIC), que se trata de una coalición formada por varios partidos y organizaciones de izquierda independentista como Purna, A Enrestida, la organización feminista A Clau Roya, el Sindicato Obrero Aragonés (SOA), el sindicato estudiantil SEIRA y el partido político Puyalón. 
En las siguientes tablas se detallan los resultados electorales de los partidos nacionalistas aragoneses en los últimos tiempos:
| Fecha            | Votos PAR | %     | C.   | Votos CHA | %     | C.  | Votos INAR | %    | C. | Votos total | %     | Concejales |
| ---------------- | --------- | ----- | ---- | --------- | ----- | --- | ---------- | ---- | -- | ----------- | ----- | ---------- |
| Municipales 1991 | 129 001   | 21,39 | 1204 | 10 215    | 1,69  | 16  | -          | -    | -  | 139 216     | 23,08 | 1220       |
| Municipales 1995 | 134 934   | 19,27 | 1148 | 27 836    | 3,98  | 40  | -          | -    | -  | 162 770     | 23,25 | 1188       |
| Municipales 1999 | 87 493    | 13,36 | 925  | 54 614    | 8,34  | 80  | -          | -    | -  | 142 107     | 21,70 | 1005       |
| Municipales 2003 | 85 857    | 12,03 | 907  | 88 939    | 12,46 | 196 | 1262       | 0,18 | 1  | 176 058     | 24,67 | 1104       |
| Municipales 2007 | 94 087    | 13,98 | 982  | 58 469    | 8,69  | 228 | -          | -    | -  | 152 556     | 22,67 | 1210       |
| Municipales 2011 | 77 542    | 11,33 | 992  | 53 143    | 7,77  | 184 | -          | -    | -  | 130 685     | 19,10 | 1176       |
| Municipales 2015 | 59 449    | 8,88  | 916  | 42 119    | 6,29  | 163 | -          | -    | -  | 101 568     | 15,17 | 1079       |
| Municipales 2019 | 43 215    | 6,42  | 658  | 30 948    | 4,60  | 147 | -          | -    | -  | 74 163      | 11,02 | 805        |

| Fecha            | Votos PAR | %     | D. | Votos CHA | %     | D. | Votos INAR | %    | D. | Votos total | %      | Diputados |
| ---------------- | --------- | ----- | -- | --------- | ----- | -- | ---------- | ---- | -- | ----------- | ------ | --------- |
| Autonómicas 1991 | 151 377   | 25,05 | 17 | 14 008    | 2,32  | -  | -          | -    | -  | 165 385     | 27,37  | 17        |
| Autonómicas 1995 | 143 272   | 20,8  | 14 | 34 043    | 4,94  | 2  | -          | -    | -  | 177 315     | 25 740 | 16        |
| Autonómicas 1999 | 86 246    | 13,26 | 10 | 72 129    | 11,09 | 5  | -          | -    | -  | 158 375     | 24,35  | 15        |
| Autonómicas 2003 | 79 670    | 11,18 | 8  | 97 777    | 13,72 | 9  | 1703       | 0,24 | 0  | 179 150     | 25,14  | 17        |
| Autonómicas 2007 | 80 862    | 12,12 | 9  | 54 483    | 8,17  | 4  | -          | -    | -  | 135 345     | 20,29  | 13        |
| Autonómicas 2011 | 62 148    | 9,47  | 7  | 55 875    | 8,24  | 4  | -          | -    | -  | 118 023     | 17,71  | 11        |
| Autonómicas 2015 | 45 577    | 6,90  | 6  | 30 334    | 4,59  | 2  | -          | -    | -  | 75 911      | 11,49  | 7         |
| Autonómicas 2019 | 33 978    | 5,08  | 3  | 41 879    | 6,26  | 3  | -          | -    | -  | 75 857      | 11,34  | 6         |
| Autonómicas 2023 | 13 988    | 2,08  | 1  | 34 163    | 5,1   | 3  | -          | -    | -  | 48 151      | 7,9    | 4         |

| Fecha          | Votos PAR                          | %                                  | D.                                 | Votos CHA                       | %                               | D.                              | Votos total | %     | Diputados |
| -------------- | ---------------------------------- | ---------------------------------- | ---------------------------------- | ------------------------------- | ------------------------------- | ------------------------------- | ----------- | ----- | --------- |
| Generales 1993 | 71 628                             | 10,98                              | 1                                  | -                               | -                               | -                               | 71 628      | 10,98 | 1         |
| Generales 1996 | Se presentó en coalición con el PP | Se presentó en coalición con el PP | Se presentó en coalición con el PP | 49 639                          | 6,53                            | 0                               | 49 639      | 6,53  | 0         |
| Generales 2000 | 38 883                             | 5,38                               | 0                                  | 75 356                          | 10,42                           | 1                               | 114 239     | 15,80 | 1         |
| Generales 2004 | 36 540                             | 4,68                               | 0                                  | 94 252                          | 12,07                           | 1                               | 130 792     | 16,75 | 1         |
| Generales 2008 | 39 905                             | 5,25                               | 0                                  | 37 995                          | 4,99                            | 0                               | 77 900      | 10,24 | 0         |
| Generales 2011 | Se presentó en coalición con el PP | Se presentó en coalición con el PP | Se presentó en coalición con el PP | Se presentó en coalición con IU | Se presentó en coalición con IU | Se presentó en coalición con IU | -           | -     | -         |

| Fecha         | Votos PAR | %    | D. | Votos CHA | %    | D. | Votos total | %     | Diputados |
| ------------- | --------- | ---- | -- | --------- | ---- | -- | ----------- | ----- | --------- |
| Europeas 1989 | -         | -    | -  | -         | -    | -  | -           | -     | -         |
| Europeas 1994 | 43 810    | 7,80 | 0  | -         | -    | -  | 43 810      | 7,80  | 0         |
| Europeas 1999 | 60 186    | 9,27 | 0  | 44 494    | 6,85 | 0  | 104 680     | 16,12 | 0         |
| Europeas 2004 | 14 157    | 2,94 | 0  | 29 520    | 6,13 | 0  | 43 677      | 9,07  | 0         |
| Europeas 2009 | -         | -    | -  | 13 259    | 2,84 | 0  | 13 259      | 2840  | 1a        |
| Europeas 2014 | -         | -    | -  | 20 625    | 4,49 | 0  | 20 625      | 4,49  | 0b        |